# Thị trường hai mặt
Thị trường lưỡng diện (trong tiếng Anh gọi là Two-sided Market), hay còn gọi là thị trường hai mặt, là một thị trường mà tại đó tồn tại cả người mua và người bán tham gia tương tác, trao đổi và giao dịch sản phẩm hoặc dịch vụ trực tiếp thông qua một trung gian hoặc một nền tảng (platform) vì lợi ích cả hai bên.. Nói cách khác, thị trường lưỡng diện là nơi tồn tại các trung gian kết nối các nhóm khách hàng bằng cách cung cấp một loại hàng hóa, dịch vụ riêng biệt cho mỗi nhóm, từ đó thu lợi nhuận thông qua kết nối.
Mô hình kinh doanh lưỡng diện - KDLD (trong tiếng Anh gọi là Two-Sided Marketplace business model) có thể được tìm thấy trong nhiều ngành công nghiệp, chia sẻ không gian với các dịch vụ sản phẩm và dịch vụ truyền thống. Ví dụ thị trường bao gồm thẻ tín dụng (bao gồm chủ thẻ và thương nhân); tổ chức bảo trì sức khỏe (bệnh nhân và bác sĩ); hệ điều hành (người dùng cuối và nhà phát triển); máy chơi game video (game thủ và nhà phát triển trò chơi); trang web tuyển dụng (người tìm việc và nhà tuyển dụng); công cụ tìm kiếm (nhà quảng cáo và người dùng); và các mạng truyền thông, chẳng hạn như Internet. Ví dụ về các công ty nổi tiếng sử dụng mô hình kinh doanh này bao gồm các tổ chức như American Express (thẻ tín dụng), eBay (sàn thương mại điện tử), Taobao (sàn thương mại điện tử ở Trung Quốc), Facebook (mạng xã hội), LinkedIn (phương tiện chuyên nghiệp), Mall of America (mua sắm trung tâm mua sắm), Match.com (nền tảng hẹn hò), AIESEC (phát triển lãnh đạo cho thanh thiếu niên bằng cách đặt nhân tài vào các công ty), Monster.com (nền tảng tuyển dụng) và Sony (máy chơi game).

## Đặc điểm cấu trúc
Để phân biệt doanh nghiệp lưỡng diện với một doanh nghiệp đơn diện, có thể dựa vào ba đặc điểm cơ bản sau:

### Các bên tham gia
Điều này hàm ý phải có ít nhất hai nhóm khách hàng riêng biệt có nhu cầu giao dịch với nhau và dựa vào trung gian tức doanh nghiệp lưỡng diện để thực hiện các giao dịch giữa họ (Rochet and Tirole, 2006). Nhu cầu phụ thuộc lẫn nhau giữa các nhóm khách hàng là yếu tố quan trọng khi xác định một hoạt động kinh doanh có phải là KDLD hay không. Hai nhóm khách hàng của doanh nghiệp lưỡng diện luôn có nhu cầu giao dịch với nhau nhưng sẽ có khó khăn hoặc gia tăng chi phí khi tự họ tìm kiếm các đối tác để giao dịch. Thông qua doanh nghiệp lưỡng diện, các nhóm này có thể dễ dàng gặp gỡ cũng như giảm bớt các chi phí cho giao dịch.

### Hiệu ứng mạng lưới (Network Effect)
Điều này có nghĩa là giá trị mà một nhóm khách hàng nhận được từ doanh nghiệp lưỡng diện tăng lên cùng với sự tăng lên của số lượng của nhóm khách hàng còn lại (Farrell and Klemperer, 2007). Một trang web sẽ giá trị hơn, thu hút hơn trong mắt các nhà quảng cáo nếu trang web này có khả năng thu hút được một lượng người truy cập lớn và ngược lại (khi quảng cáo có liên quan đến nhu cầu của người dùng). Việc hiệu ứng mạng lưới gián tiếp tồn tại giữa các nhóm khách hàng là yếu tố quan trọng nhất quyết định bản chất của thị trường lưỡng diện, do đó nó quyết định các đặc điểm khác của loại hình kinh doanh này. Mức độ tác động của hiệu ứng mạng lưới gián tiếp cũng là yếu tố quyết định liệu tính hai mặt của loại thị trường này có đủ khả năng tác động đến cạnh tranh.
Dưới ảnh hưởng của hiệu ứng mạng lưới gián tiếp, doanh nghiệp lưỡng diện muốn thu hút một nhóm khách hàng sẽ phải tìm cách tăng số lượng của nhóm còn lại, hay doanh nghiệp lưỡng diện luôn phải đối mặt với vấn đề "con gà - quả trứng" để xác định sẽ thu hút bên nào trước, bên nào sau (Evans, 2003).

### Cấu trúc giá
Đặc điểm này thể hiện ở tính không cân đối về cấu trúc giá mà doanh nghiệp lưỡng diện thiết lập đối với các nhóm khách hàng (Rochet and Tirole, 2006). Điều này là hệ quả của yếu tố hiệu ứng mạng lưới gián tiếp giữa các nhóm khách hàng.
Thông thường, sẽ có nhóm khách hàng bên này chịu tác động của hiệu ứng mạng lưới gián tiếp nhiều hơn nhóm khách hàng bên kia (Armstrong, 2006). Điều này có nghĩa là, trong kinh doanh lưỡng diện, một nhóm sẽ bị thu hút bởi nhóm kia nhiều hơn. Ví dụ, nhà quảng cáo sẽ thường chú ý tới các trang web, kênh truyền hình hay tạp chí có số lượng người theo dõi cao, tuy nhiên phía người dùng thì chưa chắc đã thích xem quảng cáo, trừ khi là hàng hóa hay dịch vụ họ quan tâm. Chính tác động của hiệu ứng mạng lưới không cân bằng giữa hai nhóm khách hàng đã khiến cho một trong hai nhóm có giá trị hơn đối với doanh nghiệp trong việc tạo ra động lực thu hút nhóm khách hàng còn lại. Đặc tính đó cho phép các doanh nghiệp lưỡng diện giảm giá đối với nhóm khách hàng tạo ra hiệu ứng mạng lưới gián tiếp mạnh hơn và định giá cao hơn cho khách hàng ở phía bên kia. Kết quả, bài toán tìm kiếm khách hàng và lợi nhuận trong trường hợp này là định giá thấp hơn chi phí biên cho nhóm khách hàng tạo ra hiệu ứng mạng lưới mạnh để thu hút nhóm này tham gia vào giao dịch, từ đó thu hút nhóm khách hàng còn lại với mức giá cao hơn, để bù đắp chi phí bỏ ra trước đó, và thu lợi. Thực tế, Google cung cấp tiện ích cho người dùng với mức giá gần như miễn phí nhưng thu phí rất cao khi cung cấp không gian quảng cáo cho các doanh nghiệp; Apple Store cung cấp cho các nhà phát triển phần mềm các dịch vụ đầy đủ và miễn phí và tìm kiếm lợi nhuận từ doanh thu cung ứng phần mềm cho người tải ứng dụng; Visa card quy định một khoản "phí trao đổi" mà ngân hàng phát hành phải trả cho ngân hàng chấp nhận khi tiến hành thanh toán tiền mua hàng của người tiêu dùng, bằng cách này, Visa card đã "giảm giá" cho ngân hàng chấp nhận (phục vụ người tiêu dùng) để thu hút người tiêu dùng sử dụng thẻ và từ đó thu hút các nhà bán lẻ chấp nhận thanh toán qua hệ thống.

## Cạnh tranh
Do hiệu ứng mạng, các nền tảng thành công tận hưởng lợi nhuận ngày càng tăng theo quy mô. Người dùng sẽ trả nhiều tiền hơn để truy cập vào một mạng lớn hơn, do đó tỷ suất lợi nhuận được cải thiện khi cơ sở người dùng tăng lên. Điều này đặt nền tảng mạng ngoài hầu hết các doanh nghiệp sản xuất và dịch vụ truyền thống. Trong các doanh nghiệp truyền thống, tăng trưởng vượt quá một số điểm thường dẫn đến lợi nhuận giảm dần: Có được khách hàng mới trở nên khó khăn hơn khi càng ít người, không nhiều hơn, thấy đề xuất giá trị của công ty hấp dẫn.
Thúc đẩy bởi lời hứa tăng lợi nhuận, cạnh tranh trong các ngành công nghiệp mạng hai mặt có thể rất khốc liệt. Các nhà lãnh đạo nền tảng có thể tận dụng lợi nhuận cao hơn của họ để đầu tư nhiều hơn vào R&D hoặc hạ giá, đẩy lùi các đối thủ yếu hơn. Do đó, các ngành công nghiệp mạng hai mặt trưởng thành thường bị chi phối bởi một số nền tảng lớn, như trường hợp trong ngành thẻ tín dụng. Trong các tình huống cực đoan, chẳng hạn như hệ điều hành PC, một công ty duy nhất nổi lên là người chiến thắng, chiếm gần như toàn bộ thị trường.

## Chính sách cộng đồng

### Chống độc quyền (Antitrust)
Các thị trường hai mặt thường có hiệu ứng mạng và điều này có khả năng thị trường nghiêng về một nền tảng thống trị duy nhất. Kết quả là, không có gì đáng ngạc nhiên khi các thị trường này quan tâm đến những điều khoản chống độc quyền [3]. Định giá là một yếu tố quan trọng với các bộ phận thực thi chống độc quyền.

### Quy định
Các vấn đề về giá là lực đẩy chính của rất nhiều quy định kinh tế và do đó, tính kinh tế của thị trường hai mặt có thể có đóng góp lớn. Nếu không có vi phạm chống độc quyền trong việc thiết lập phí trao đổi nhưng kết quả cân bằng sẽ khác với tối ưu xã hội (như trong Rochet và Tirole, 2002), thì quy định giá có thể là một giải pháp hợp lý. Một số quốc gia đã theo phương pháp này. Tại Úc, luật pháp hỗ trợ việc xác định trực tiếp phí trao đổi tại các hiệp hội ngân hàng (Visa và Mastercard) của Ngân hàng Dự trữ Úc. Nhiều quốc gia khác đã di chuyển theo hướng này.